# О’Доннел, Доннелл
Сэр Донал О’Доннелл (ирл. Domhnall Ó Domhnaill, англ. Sir Donal O'Donnell; ? — 1590) — ирландский аристократ из династии О’Доннелл из Тирконнелла в современном графстве Донегол. Старший сын сэра Хью О’Доннелла, лорда Тирконнелла.

## Биография
Сэр Донал О’Доннелл был старшим сыном сэра Хью О’Доннелла (? — 1600), правителя Тирконнелла (1566—1592). Сэр Донал был главным претендентом на титул вождя клана О’Доннелл в 1580-х годах, когда его отец был еще жив. Его личная юрисдикция охватывала «ту часть Тирконнелла от горы на запад, то есть от Барнсмора до реки Дро (то есть Тирхью), а также всех жителей Бойлаха и Тир-Богхайна (то есть Баннаха)». Основные владения его отца сосредоточились в Килмакренане и Монгалвине, а его двоюродный брат Нил Гарв О’Доннелл держал власть в Лиффорде и к востоку от него. Анналы четырёх мастеров описывали его как «могучего воина и великого в битве, и никогда не было слышно, чтобы он когда-нибудь повернулся спиной к своим врагам», а О’Донован говорит, что он был известен тем, что «возглавлял войска своего отца».
Среди других главных претендентов были его младший сводный брат Хью Роэ О’Доннелл и двоюродный дед Хью Даб О’Доннелл. Донал получил поддержку от кланов О’Бойл и Максуини Банах, а также от английской короны, которая считала, что он имеет больше прав на титул лорда по праву первородства. Дублинское правительство считало, что Донал может рассчитывать на большую поддержку на местном уровне, чем его брат, поскольку мать Донала была ирландкой из Ольстера, а Хью Роэ был сыном шотландки Инион Даб.
Вскоре после поражения Испанской армады в 1588 году сэр Донал О’Доннелл был посвящен в рыцари и назначен шерифом Донегола лордом-наместником Уильямом Фицуильямом. Фицуильям также арестовал и посадил в тюрьму сэра Эоина О’Галлахера, влиятельного сторонника Хью Роэ. В 1589 году в этот район были направлены войска ирландской армии под командованием капитана Джона Коннилла, который помогал сэру Доналу в борьбе с его соперниками.
Сэр Донал О’Доннелл стал сильнее в конце 1580-х годов и взял под свой контроль большую часть западного Тирконнелла. Он также обладал достаточной властью, чтобы вмешаться в спор о престолонаследии в соседней Фермане, где он назначил Хью Магуайра вождем, опередив своего соперника Коннора Роэ Магуайра. Донал также черпал силы в поддержке сэра Турло О’Нила, на дочери которого женился.
Столкнувшись с затруднительным положением своего сына Хью Роэ, Инион Даб действовала узурпаторски. Она сожгла замок своего мужа, с которым вела войну. Она наняла большое количество наёмников из своей родной Шотландии, чтобы противостоять сопернику своего сына. Сэр Донал потерпел поражение и был убит в битве при Дойр-Леатане 14 сентября 1590 года. После побега из Дублинского замка, два года спустя Хью Роэ успешно утвердился в качестве короля Тирконнелла и вождя клана О’Доннелл.
Сэра Донала О’Доннелла пережил его единственный сын, Донал Ог О’Доннелл.